# جمهوری شورایی بایرن
جمهوری شورایی بایرن (به آلمانی: Bayerische Räterepublik) یا جمهوری شورایی باواریا یک دولت سوسیالیستی در بایرن در آلمان بود که در خلال انقلاب آلمان در سال‌های ۱۹۱۹–۱۹۱۸ به وجود آمد و بدون آن که به رسمیت شناخته شود پس از چند ماه سرنگون شد. این دولت شکل جمهوری شورایی کارگران را به خود گرفته‌بود. پایتخت این دولت شهر مونیخ بود و در آوریل ۱۹۱۹ به دنبال مرگ کورت آیسنر رهبر دولت خلق بایرن و کسب استقلال از جمهوری تازه‌تأسیس وایمار شکل گرفت. جمهوری شورایی باواریا کمتر از یک ماه بعد به‌وسیلهٔ عناصر رایشسور و شبه‌نظامیان فرای‌کور مورد حمله قرار گرفته و سقوط کرد.